# Rotunda svatého Václava (Vranov)
Rotunda svatého Václava ve Vranově v okrese Benešov se nachází v centru obce jako součást kostela svatého Václava na jeho severovýchodní straně. Stojí blízko původního sázavského brodu při cestě, která spojovala východočeskou Libici s odlehlými jihočeskými a povltavskými državami Slavníkovců.

## Historie
Rotunda označovaná jako kostelík pochází z 11. století. V 1. polovině 13. století k ní byl na její západní straně přistavěn jednolodní obdélný kostel.

## Popis
Rotunda se stala sakristií přistavěného kostela. Síla jejích zdí je 1,10 metru, výška konchy 2,80 metru. Apsida se mírně protahuje - má 1,60 metru hloubky na 1,50 metru šířky. K lodi je připojena vítězným obloukem.